# Bilaccis
Bilaccis är en accis, det vill säga en punktskatt, på försäljning av personbilar och ibland andra motorfordon. Bilaccis har varit särskilt vanligt i länder utan egen bilindustri.

## Bilaccis i Sverige
Bilaccis infördes 1955 i Sverige, då i form av en 10-procentig omsättningsskatt med den formella beteckningen omsättningsskatt på motorfordon. Syftet uppgavs vara att hämma den snabba tillväxten av bilismen.
1 april 1978 reformerades bilaccisen till att tas ut med krontalsbelopp baserade på fordonets tjänstevikt och döptes om till försäljningsskatt på motorfordon. Skattskyldigheten inträffade när fordonet registrerades i fordonsregistret.
1991 ändrades bilaccisen för att tas ut efter en miljöklassning av fordonet. Då utformningen av bilaccisen i denna form inte var i enlighet med EU-regler, togs miljödifferentieringen i bilaccisen i huvudsak bort efter Sveriges EU-inträde 1 januari 1995.
1998 slopades bilaccisen helt för fordon som var mer än 30 år gamla; tidigare hade importerade veteranbilar i likhet med andra importerade begagnade bilar belagts med samma bilaccis som nytillverkade bilar.
Enligt en dom i Regeringsrätten år 2000 blev Skattemyndigheten skyldig att återbetala 50 miljoner till personer som importerat begagnade bilar från andra länder inom EU, och som fått betala för hög bilaccis.
Bilaccisen i Sverige avskaffades stegvis 1996-2000. För personbilar avskaffades den 1996, i syfte att stimulera en förnyelse av bilparken. 1 oktober 1998 togs den bort på tunga fordon, i samband med en skärpning av avgaskraven. 1 januari 2001 avskaffades den formellt även på bussar, lastbilar och motorcyklar, men skatt togs ut efter 19 september 2000.

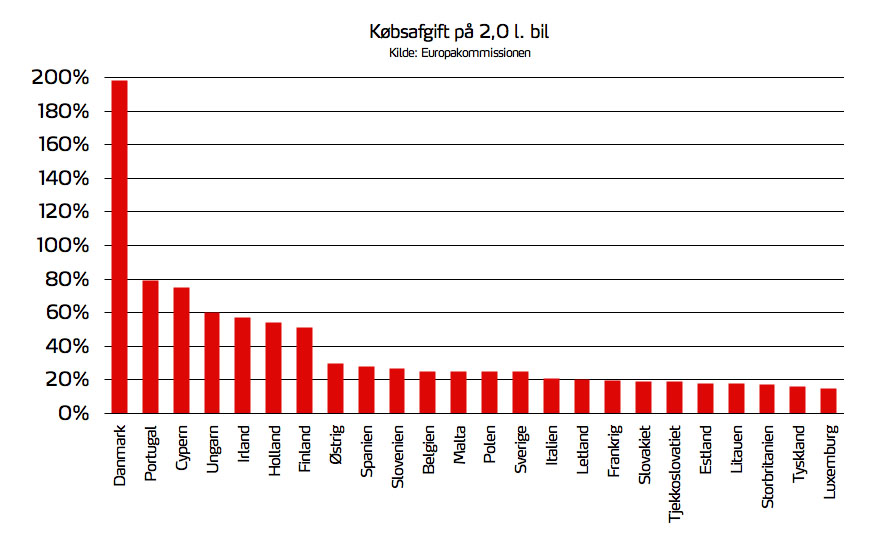
Jämförelse mellan skattepåslag på sålda bilar i olika europeiska länder. Moms ingår i siffrorna och jämförelsen gäller en större bil. Danmark ligger i särklass högst.

## Bilaccis i andra länder
I Danmark kallas bilaccisen registreringsafgift och är den högsta i Europa. Den tas ut som 105 procents påslag upp till 79 000 danska kronor (2010 års nivå) och med 180 procent därutöver. Den danska registreringsavgiften infördes vid årsskiftet 1924/1925 som en del av ökat skatteuttag på importerade lyxvaror, och var då 15% på de första 2 000 kronorna för att stiga till 40% över 3 650 kronor. Konstruktionen med två nivåer, varav den högsta 180%, har gällt sedan 1977.
Bilaccisen i Singapore är högst i världen.